# Strategus moralesdelgadorum
Strategus moralesdelgadorum är en skalbaggsart som beskrevs av Juan A. Delgado 1997. Strategus moralesdelgadorum ingår i släktet Strategus och familjen Dynastidae. Inga underarter finns listade i Catalogue of Life.